# Metroliner

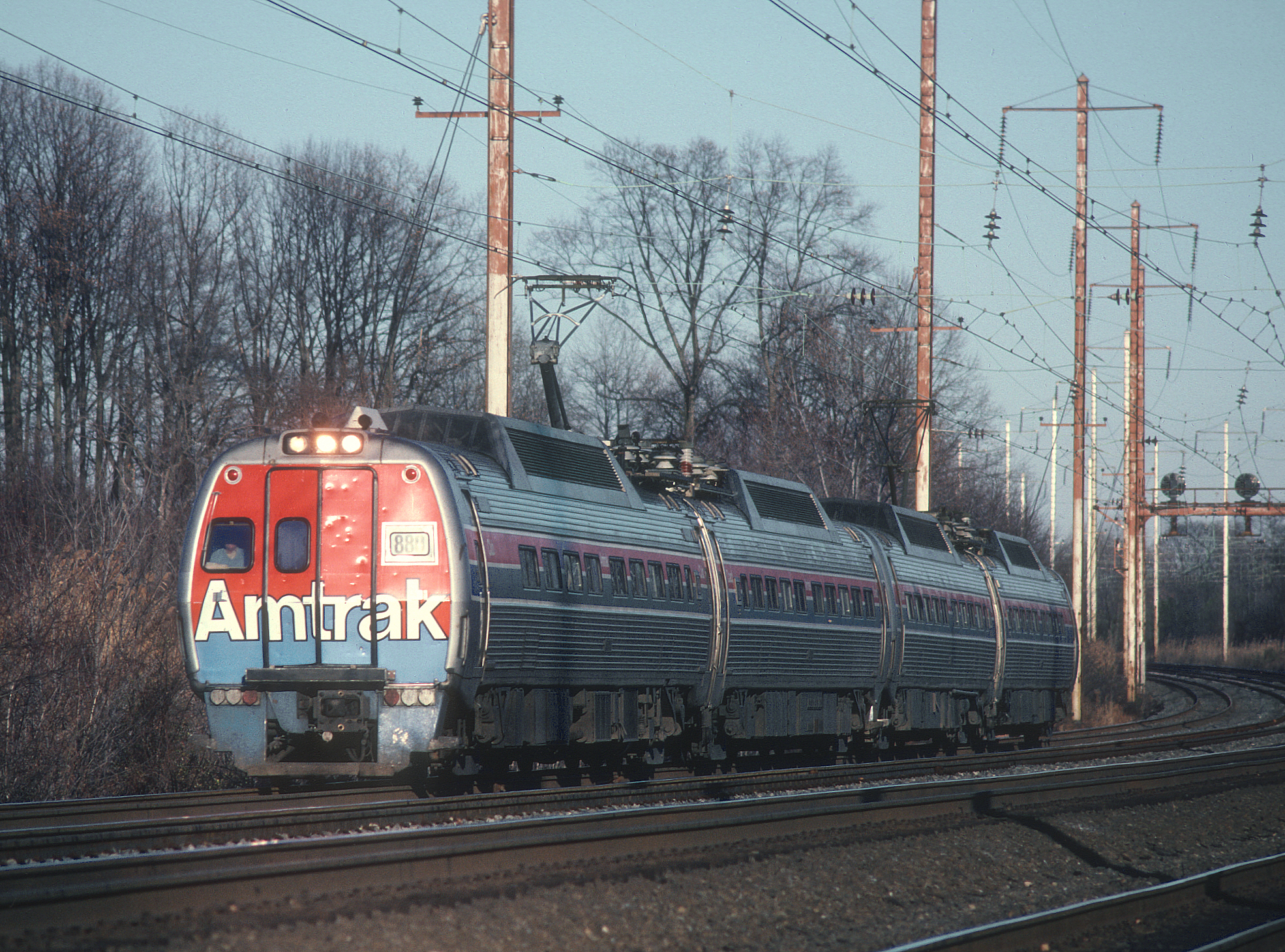
A Metroliner 1980 decemberében

A Metroliner egy nagysebességű vasúti járat volt az Amerikai Egyesült Államokban, 1969-től 2006-ig közlekedtek Washington és New York között. Rövid ideig először a Penn Central Transportation (a Pennsylvania Railroad utódja, amely eredetileg megrendelte a járműveket), majd 35 évig az Amtrak üzemeltette őket.
A szolgáltatás eredetileg Budd Metrolinerekkel, nagysebességű szolgáltatásra tervezett, villamos motorvonatokkal működött. Ezek megbízhatatlannak bizonyultak, és az 1980-as években mozdonyok által vontatott vonatokkal helyettesítették őket. A vonatokon helybiztosított business- és első osztályú ülőhelyek voltak. A New York-i Pennsylvania Station és a washingtoni Union Station közötti leggyorsabb utak menetideje 2,5 óra volt, bár 1980 körül néhány déli vonat menetrendje elérte a 4 órát.
Az Amtrak a Metroliner-járatokat a nagysebességű Acela Expresszel váltotta fel, amely akár 150 mph (240 km/h) sebességgel is közlekedik a kereskedelmi forgalomban. Az első Acela Express vonatok 2000-ben közlekedtek, de technikai problémák miatt 2006-ig nem váltották fel teljesen a Metrolinereket.